# بط برازيلي

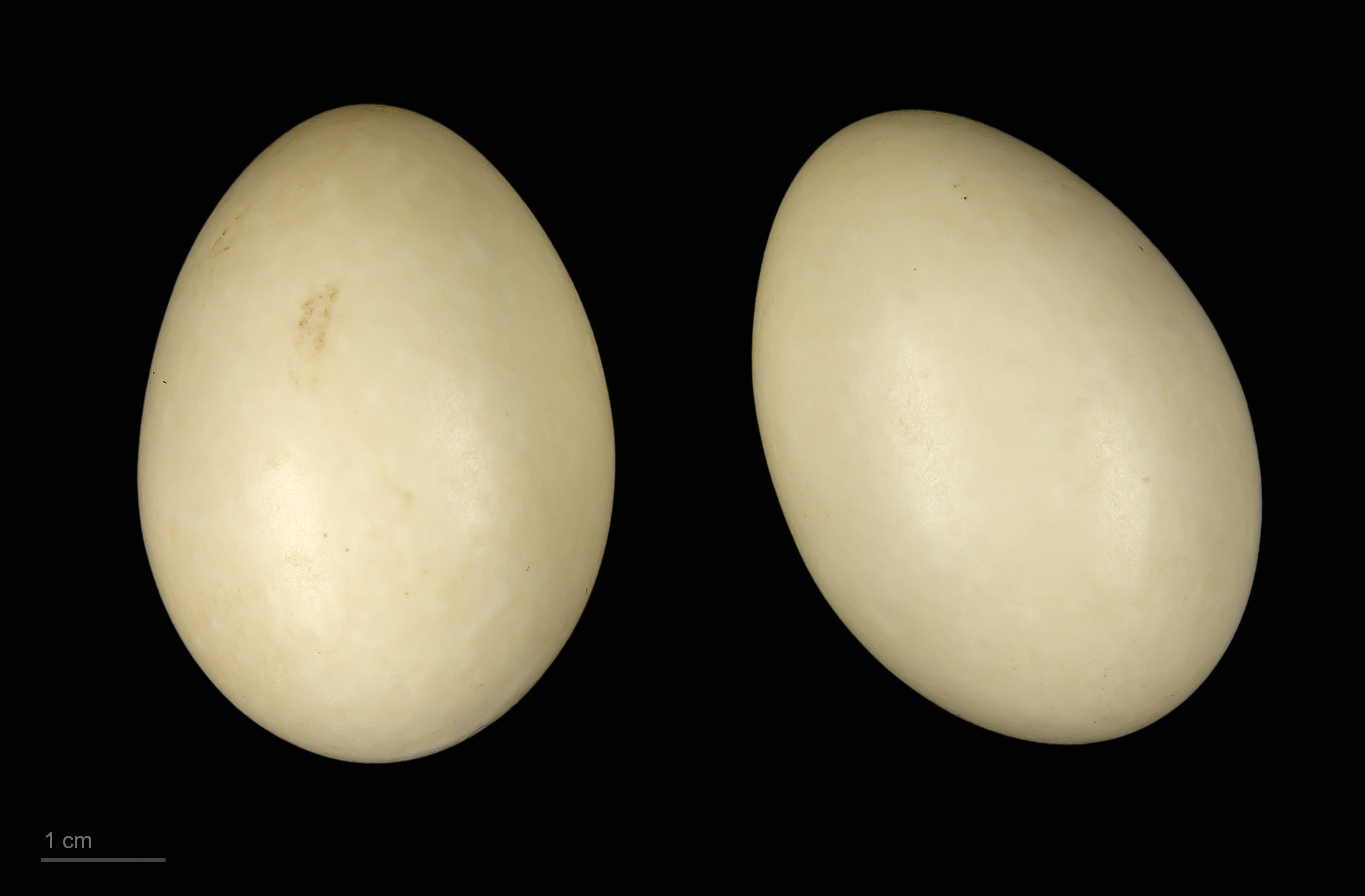
Amazonetta brasiliensis

بط برازيلي (الاسم العلمي: Amazonetta brasiliensis) هو نوع من فصيلة بطية .